# Blasconuño de Matacabras
Blasconuño de Matacabras – gmina w Hiszpanii, w prowincji Ávila, w Kastylii i León, o powierzchni 12,99 km². W 2011 roku gmina liczyła 18 mieszkańców.